# 1814年の相撲
1814年の相撲（1814ねんのすもう）は、1814年の相撲関係のできごとについて述べる。

## 興行
- 4月場所（江戸相撲）[1]
  - 興行場所:本所回向院
  - 5月22日（旧4月3日）より晴天10日間興行
- 5月場所（大坂相撲）[2]
  - 興行場所:難波新地
- 6月場所（京都相撲）[2]
  - 興行場所:二条川東
- 11月場所（江戸相撲）[3]
  - 興行場所:本所回向院
  - 12月19日（旧11月8日）より晴天10日間興行